# Peter Bradshaw
Peter Bradshaw (19 de junho de 1954) é um escritor, jornalista e crítico de cinema britânico. Ele é o editor-chefe da seção Cinema no The Guardian desde 1999.
Graduado em Letras - Inglês pela Pembroke College da Universidade de Cambridge, onde foi presidente da Footlights. Em 2012, listou pela Sight & Sound, seus dez filmes favoritos: The Addiction (1994), Annie Hall (1977), Andrey Rublev (1966), Black Narcissus (1947), Caché (2004), Soy Cuba (1964), In the Mood for Love (2000), Kind Hearts and Coronets (1949), Raging Bull (1980) e Singin' in the Rain (1952).